# Historia de Bélgica
La historia de Bélgica se divide tradicionalmente en dos grandes episodios. El primero de ellos es aquel que comprende la historia del conjunto de territorios que formaron en el año 1830 el Estado de Bélgica propiamente dicho (pues nunca fue independiente de un modo estable antes de este año). El segundo retoma la sucesión de acontecimientos a partir de esta fecha clave, que supone el nacimiento de Bélgica en tanto que nación independiente política y territorialmente.

## Generalidades
La historia de Bélgica está ligada a la historia de los otros Estados del Benelux. Poco a poco, los diversos Estados situados entre las futuras Francia y Alemania habrían de fusionarse en un solo Estado por los Duques de Borgoña. Esta unificación comenzó en 1384 y no finalizó sino hasta en 1443. Los territorios fueron llamados Países Bajos (llamados "Bélgica" durante la dominación romana).
En el siglo XVI y como consecuencia de la Reforma Protestante, las provincias del norte proclamaron su independencia. Desde entonces hay que distinguir entre:
- Los Países Bajos del Norte: Estado protestante e independiente; lo que más tarde sería Países Bajos.
- Los Países Bajos del Sur: Estado católico gobernado por soberanos extranjeros hasta 1789 (por la casa de los Habsburgos: primero por los españoles, después por los austríacos). Entre 1789 y 1830, estos Países Bajos del Sur fueron ocupados por los franceses y por los neerlandeses, antes de terminar siendo independientes como Estado belga. Finalmente, en 1839, una parte de Bélgica formaría un nuevo Estado: el Gran Ducado de Luxemburgo.

## Prehistoria

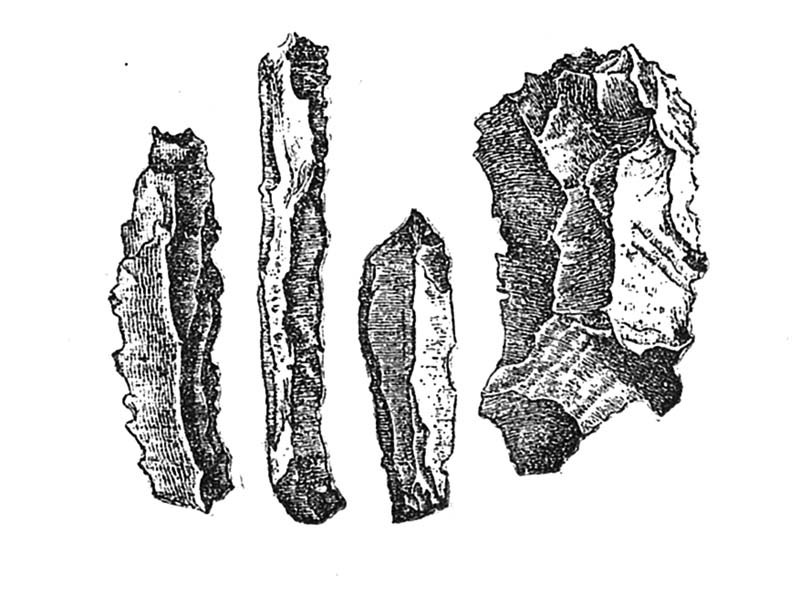
Cuchillos de sílex descubiertos en cuevas belgas

En el hoy territorio belga fueron descubiertos fósiles neandertales en 1829-1830 en Engis, y en otros lugares, algunos que datan de antes de la era actual.
La temprana tecnología de cultivo neolítica más antigua de Europa del Norte, la llamada cultura LBK, alcanzó el este de Bélgica en su punto más alejado hacia el noroeste desde sus orígenes en el sureste de Europa. Su expansión se detuvo en la región de Hesbaye, en el este de Bélgica, alrededor de 5000 a. C.. La LBK belga es notable por el uso de muros defensivos alrededor de las aldeas, algo que puede o no puede haber sido necesario debido a la proximidad de cazadores-recolectores.
Las llamadas cerámica de Limburgo y cerámica de La Hoguette son estilos que se extendieron por el noroeste de Francia y los Países Bajos, pero que serían según algunos resultado de la propagación por cazadores recolectores de la tecnología de la cerámica de la población original de agricultores LBK del noreste de Francia y de Bélgica. Una cultura neolítica un poco más tardía se encuentra en el centro de Valonia, el denominado «Grupo de Blicquy», que puede representar una rama de colonos LBK. Un sitio arqueológico notable en esta región son las minas neolíticas de sílex de Spiennes, declaradas en 2000 Patrimonio de la Humanidad.
La agricultura en Bélgica sin embargo no logró afianzarse permanente en un primer momento. Las culturas LBK y Blicquy desaparecieron y hay un largo intervalo antes de que una nueva cultura agrícola, la cultura Michelsberg, apareciera y se generalizara. Cazadores-recolectores de la cultura Swifterbant aparentemente permanecieron en el norte arenoso de Bélgica, pero parece que se vieron cada vez más influidos por la agricultura y la tecnología cerámica.
A finales del IV milenio a. C. y en el III milenio a. C., el conjunto de Flandes muestra relativamente pocas evidencias de presencia humana. Aunque se considera que hubo una presencia humana continua, los tipos de evidencias disponibles hacen muy difícil valorar los detalles. La cultura Sena-Oise-Marnese se extendió por las Ardenas, y se asocia con los sitios megalíticos encontrado allí (por ejemplo Wéris), pero no se difundió por toda Bélgica. Al norte y al este, en los Países Bajos, se ha propuesto la existencia de un grupo de agricultores semi-sedentarios, el llamado complejo de Vlaardingen-Wartburg-Stein, que posiblemente se desarrollase a partir de las culturas Swifterbant y Michelsburg antes mencionadas. El mismo patrón continúa hasta finales del Neolítico y en la Edad del Bronce temprana. En la última parte del Neolítico, se encuentran evidencias de las culturas de la cerámica cordada y del vaso campaniforme en el sur de los Países Bajos, pero estas culturas tampoco parecen haber tenido un gran impacto en Bélgica.
La población permanente de Bélgica comenzó a aumentar al final de la Edad del Bronce, desde alrededor de 1750 a. C. Tres culturas europeas posiblemente relacionadas llegaron en secuencia: primero llegó la cultura de los campos de urnas (se encuentran túmulos en Ravels y Hamont-Achel en el Campine); luego, al entrar ya en la edad de hierro, la cultura de Hallstatt, y la cultura de La Tène. Las tres están asociadas con las lenguas indoeuropeas, asociándose específicamente las lenguas célticas con la cultura material de Tène, y posiblemente con la de Halstatt. A esto se debe que los registros históricos griegos y romanos de las áreas en las que se estableció esta cultura muestren topónimos y nombres personales celtas.
Sin embargo, es posible que en Bélgica, sobre todo en las zonas del norte, las culturas de Hallstatt y de La Tène fueran llevadas por las nuevas élites, y que el idioma principal de la población no fuera el celta. Desde 500 a. C. ya se asentaron en la región tribus celtas que negociaban con el mundo mediterráneo y desde ca. 150 a. C., entraron en uso las primeras monedas, bajo la influencia de ese comercio con el Mediterráneo.

## Periodos celta y romano

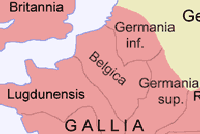
La provincia romana de la Gallia Belgica alrededor del 120 AD

Cuando Julio César llegó a la región, según consta en su De Bello Gallico, los habitantes de Bélgica, del noroeste de Francia, y de la Renania alemana eran conocidos como los belgae (de donde deriva el nombre de la Bélgica moderna), y fueron considerados como la parte norte de la Galia. (La región de Luxemburgo, incluyendo la provincia belga de Luxemburgo, estaba habitada por los tréveros, que probablemente no se consideraban estrictamente belgae.) La distinción entre belgae, al norte, y celtas, al sur, y los germanos a lo largo del Rin, es objeto de controversia.
César dice que los belgae estaban separados del resto de la Galia por idioma, derecho y costumbre, y también dice que tenían ascendencia germánica, pero no entró en detalles. Parece claro que la cultura y la lengua celtas fueron muy influyentes entre los belgae, especialmente los de la Francia moderna. Por otro lado, los lingüistas han propuesto que existen evidencias de que la parte norte de la población de Bélgica habría hablado previamente una lengua indoeuropea relacionada con, pero distinta de, la celta y germánica, y entre el norte belgae, el celta nunca pudo haber sido la lengua de la mayoría. (Ver lengua belga y Nordwestblock.)
Los líderes de la alianza belga a la que se enfrentó César estaban en la Francia moderna, los suesiones, viromanduos y ambianos y tal vez algunos de sus vecinos, en un área que él parece distinguir como la verdadera Belgium de los tiempos clásicos. En relación con el territorio de la moderna Bélgica, informó de que los aliados más al norte de los belgas, de oeste a este, los menapios, nervios y Germani cisrhenani, estaban económicamente menos desarrollados y eran más belicosos, similares a los germanos al este del río Rin. Los menapios y germanos vivían entre los bosques bajos espinosos, islas y pantanos, y las tierras belgas centrales de los nervios fueron plantadas deliberadamente con setos, con el fin de que fueran impenetrables a la caballería. También hay menos evidencias arqueológicas de grandes asentamientos y de comercio en la zona. Según Tácito, que escribió una generación más tarde, los Germani cisrhenani (que incluían a los  eburones) eran, de hecho, la tribu original llamada Germani, y todos los otros usos del término derivaban de ellos, aunque en su tiempo el mismo pueblo se denominan los Tungri.
Los lingüistas modernos usan la palabra «germánico» para referirse a las lenguas, pero no se sabe con certeza si los Germani belgas hablaban una lengua germánica, y sus nombres tribales y personales son claramente celtas. Esto de hecho, también es posiblemente cierto de las tribus que se relacionaban con ellos en ese momento al otro lado del Rin. Los arqueólogos también han tenido dificultades para encontrar evidencias de las migraciones exactas desde el este del Rin, de las que informa César, y ha habido un escepticismo general debido a los motivos políticos de sus comentarios. Sin embargo, el registro arqueológico da la impresión de que los Germani belgas clásicos fueron una población relativamente estable que se remontaba a los tiempos de la cultura de los campos de urnas, con una clase de élite, inmigrada más recientemente, que habría sido del mayor interés para César.

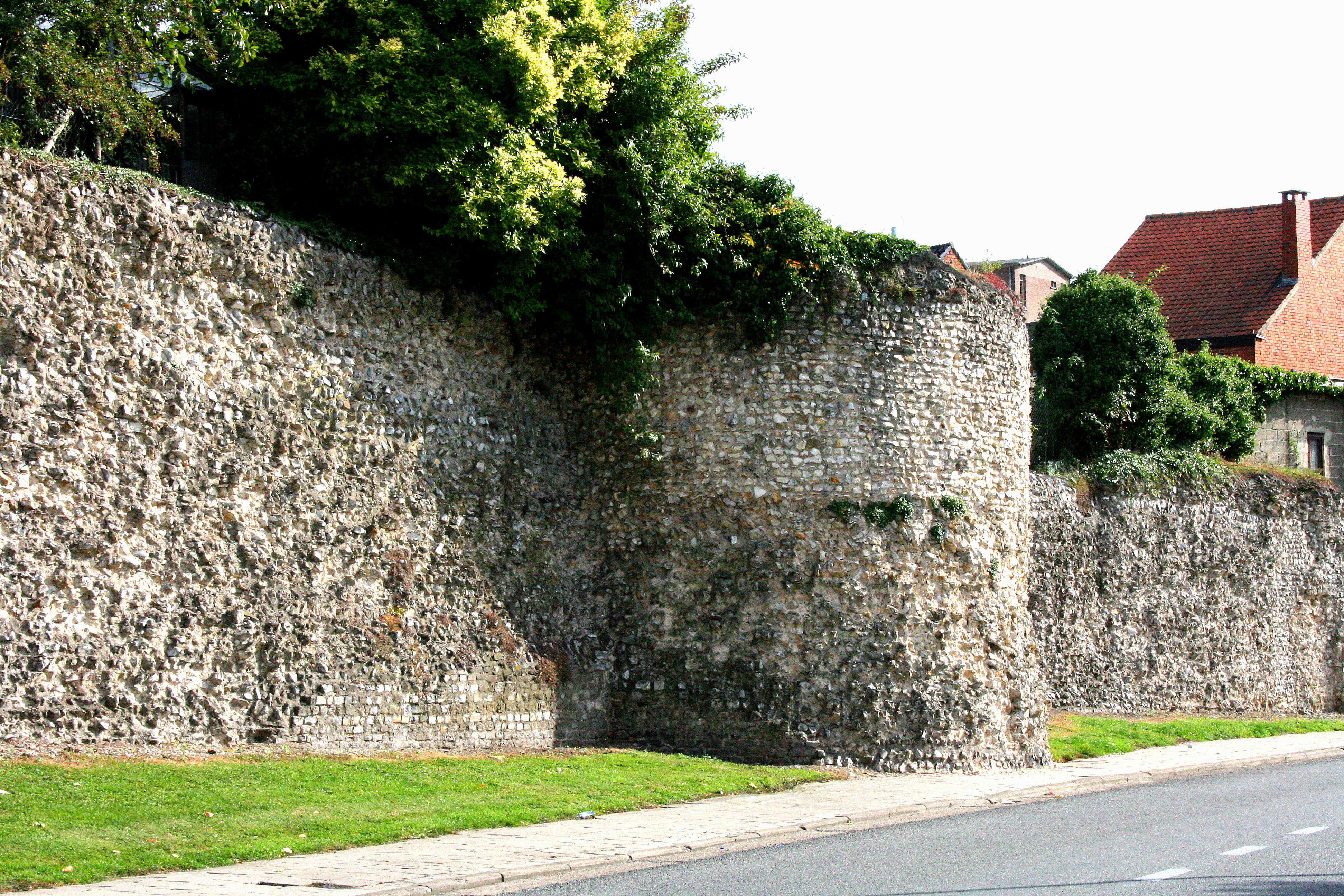
Murallas supervivientes de la época romana en Tongeren, la antigua ciudad de Atuatuca Tongrorum

Los belgae occidentales y meridionales florecieron dentro de la provincia romana de Galia Bélgica, junto con los tréveros. La Gallia Belgica incluía originalmente seis capitales regionales, cuatro de ellas hoy en día en Francia —Nemetacum (Arrás), Divodurum (Metz), Bagacum (Bavay) y Durocorturum (Reims)— una en Alemania —Augusta Treverorum (Trier), cerca de Luxemburgo— y sólo una en la Bélgica moderna —Atuatuca Tongrorum (Tongeren)—.
La esquina noreste de esta provincia, incluyendo Tongeren y el área de la temprana Germani, se unió con la militarizada frontera del Rin para formar una nueva provincia conocida como  Germania Inferior. Sus principales ciudades eran Ulpia Noviomago (Nimega, en los modernos Países Bajos), Colonia Ulpia Trajana (Xanten, en la actual Alemania) y la capital Colonia Agrippina (Colonia, Alemania). Más tarde, el emperador Diocleciano reestructuró las provincias alrededor de 300, y dividió el resto de Bélgica en dos provincias:  Belgica Prima  y Belgica Secunda. Belgica Prima fue la parte oriental y tenía Trier como su principal ciudad, e incluía la actual provincia belga de Luxemburgo.
La Cristiandad también se introdujo por vez primera en Bélgica durante el período romano tardío, y el primer obispo conocido en la región Servatius habría enseñado a mediados del siglo IV en Tongeren.

## La Edad Media

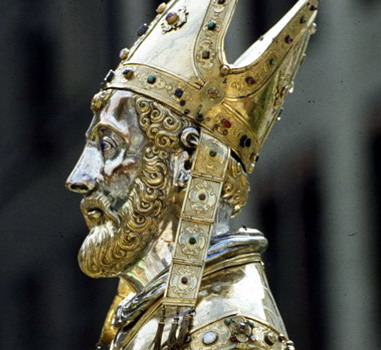
San Servacio, obispo de Tongeren y una de las primeras figuras cristianas en la región. Relicario del

Parte meridional de los Países Bajos con las sedes episcopales y abadías en el. Las abadías dieron lugar al nacimiento de grandes pueblos e incluso a algunas ciudades al reformar el territorio.

Cuando el Imperio romano de Occidente colapsó durante los siglos V y VI, las tribus germánicas lo invadieron y se establecieron en él. Uno de estos pueblos, los francos, se establecieron en Germania inferior, y procedió a expandirse a un nuevo reino que comprendía todo la Bélgica actual y gran parte de Francia, bajo el gobierno de la dinastía merovingia, el corazón del primer reino franco, cuya capital era Tournai.  Clovis I fue el rey más conocido de esta dinastía. Gobernó desde su base en el norte de Francia. Se convirtió al cristianismo hacia el año 500, y abandonó Tournai para ir a París. Eruditos cristianos, en su mayoría monjes irlandeses, predicaron el cristianismo a la población y comenzaron una ola de conversión (san Servacio, san Remacle, san Hadelin).
Los merovingios tuvieron una corta duración y fueron sucedidos por la dinastía carolingia, cuya base de poder familiar se encontraba en la parte oriental de la actual Bélgica. Después de que Carlos Martel se opusiera a la invasión musulmana desde España (732, batalla de Poitiers), el rey Carlomagno (nacido cerca de Lieja, en Herstal o Jupille) ejerció su dominio sobre una gran parte de Europa y fue coronado «emperador del Sacro Imperio Romano» por el papa León III (800, en Roma). El valle del Mosa devino el centro político y económico del Imperio carolingio. Más tarde, dicho imperio sería dividido entre sus tres hijos mediante el Tratado de Verdún (843).
La Lotaringia, la parte que le correspondió a Lotario II en calidad de emperador era un ente artificial que incluía los Países Bajos, zonas de Francia como Alsacia y Lorena, la Alemania al oeste del Rin e Italia. Sobre el futuro territorio de Bélgica se desarrollan espacios casi independientes como los condados fruto de la debilidad de este estado, que desapareció en 870 al morir sin herederos Lotario. Bélgica quedó dividida entre Francia y Alemania en virtud del Tratado de Meersen (870), con el río Escalda por frontera, reparto que cambió poco después por el Tratado de Ribemont (880).
Los vikingos hicieron grandes incursiones a lo largo de este período, pero un importante asentamiento que había causado problemas en la zona de Bélgica fue derrotado en 891 por Arnulfo de Carintia, en la batalla de Lovaina.
Las tierras de los francos, divididas y reunificadas varias veces bajo las dinastías merovingias y carolingias, al final quedaron firmemente divididas entre Francia y el  Sacro Imperio Romano Germánico. Las partes del condado de Flandes localizadas al oeste del río Escalda quedaron integradas en Francia durante la Edad Media, pero el resto del condado y los Países Bajos pasaron a ser parte del Sacro Imperio, específicamente estaban en el ducado raíz de la Baja Lotaringia.
A lo largo de la Edad Media, la parte norte de la actual Bélgica (que ahora se conoce comúnmente como Flandes) fue una zona de lengua germánica, mientras que en la meridional la gente había seguido estando romanizada y hablaba derivados del latín vulgar.

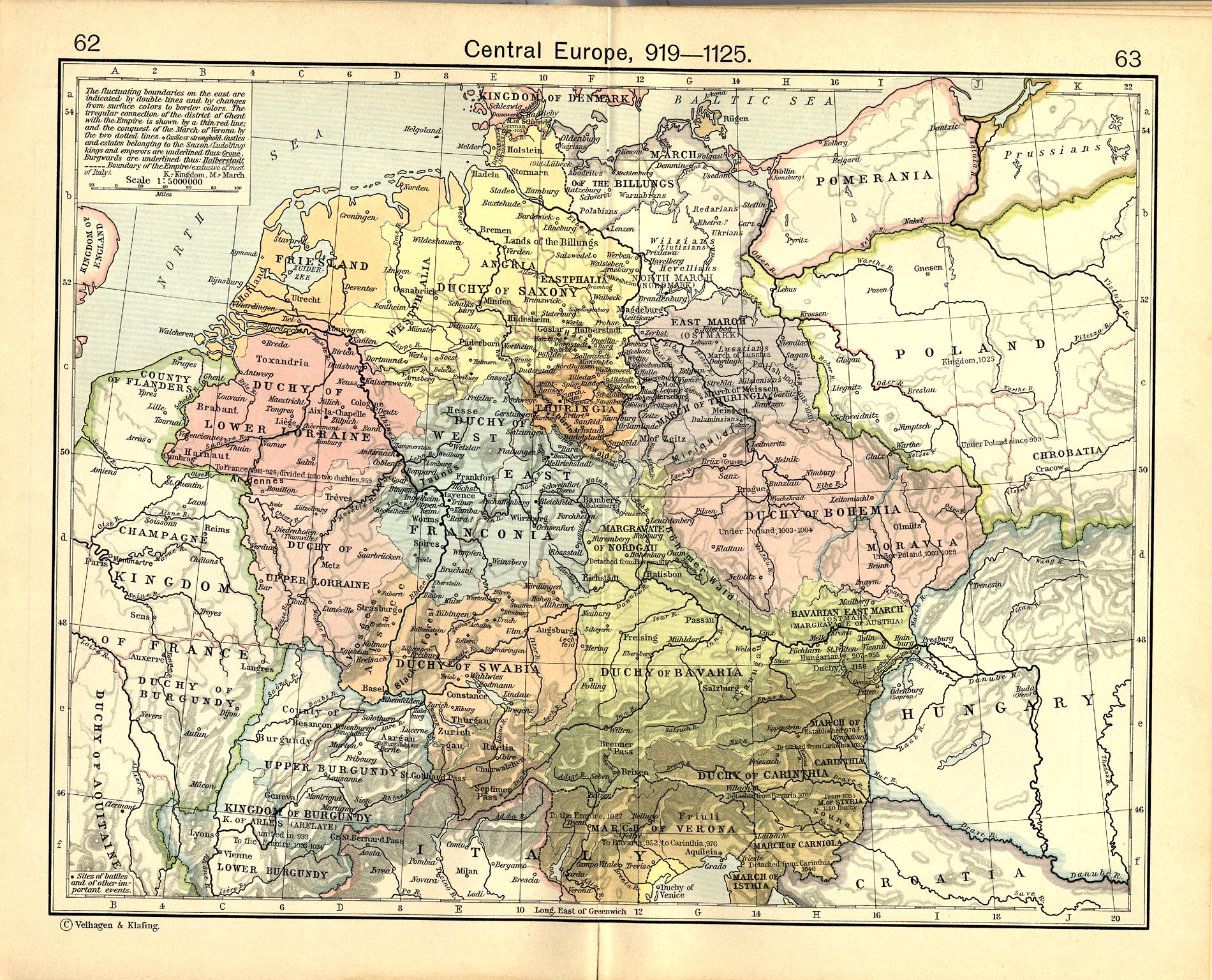
Europa entre 919 y 1125.

A partir del siglo X, las ciudades comenzaron a desarrollarse, principalmente en el condado de Flandes. La industria de la lana conoció un éxito crucial, y el comercio marítimo alcanzó su punto más próspero con la Liga Hanseática. La región se convirtió en uno de los motores de la economía europea, junto con Italia. La lana era importada de Inglaterra, con la cual se tejen relaciones que tendrán gran importancia una vez llegados los conflictos entre los Capetos y la Casa de Plantagenet.
A medida que los emperadores romanos y los reyes franceses fueron perdiendo el control efectivo de sus dominios en los siglos XI y XII, el territorio más o menos correspondiente a la actual Bélgica, quedó dividido en varios estados feudales relativamente independientes:
- el condado de Flandes (866-1795);
- el condado de Luxemburgo, a partir de 963;
- el Principado-obispado de Lieja (980-1795) (territorio sobre el cual el obispo gobernaba como un señor, que era más pequeño que la diócesis).
- el condado de Namur (981-1795), creado por el emperador Otón III al investir a Alberto I como primer conde de Namur.
- el condado de Limburgo (1065-1106), luego ducado hasta 1794;
- el condado de Henao (1071-1794), surgido de la refeudalización de tres condados anteriores (condado de Mons, la parte sur del Landgraviato de Brabante y el marquesado otoniano de Valenciennes);
- el ducado de Brabante (1183-1795);

El condado costero de Flandes fue una de las partes más ricas de Europa en la Edad Media, comerciando con Inglaterra, Francia y Alemania, y se hizo culturalmente importante. Durante los siglos XI y XII, el movimiento artístico conocido como reno-mosano o mosano floreció en la región desplazando su centro de Colonia y Tréveris a Lieja, Maastricht y Aquisgrán. Algunas obras maestras de este arte románico son el relicario de los Tres Reyes Magos en la catedral de Colonia, la pila bautismal en la iglesia de San Bartolomé, Lieja por Renier de Huy, el Tríptico Stavelot, el santuario de Saint Remacle en Stavelot, el santuario de San Servacio en Maastricht o, el evangelio de Notger de Lieja.
Las principales ciudades eran entonces, en el oeste, Brujas, Gante, Ypres y Tournai, y en el país mosano, Huy, Namur, Dinant y Lieja. Sin embargo la tendencia a la urbanización es muy débil: solamente la ciudad de Nivelles se puede considerar urbana. Situadas en el interior del país, las otras ciudades del Brabante como Bruselas, Lovaina y Malinas, habrán de esperar al siglo X para desarrollarse. En esa época, los afluentes del Escalda eran navegables y el tráfico comercial entre el Mosa y el Rin aumentó considerablemente.
Hasta en el año 1300, la pujanza económica de las ciudades fue alimentada por una coyuntura favorable. No obstante, esta expansión cesó en el siglo XIV a causa de numerosas crisis y epidemias de peste. La población se estancó y en ciertos casos, disminuyó. La mayoría de ciudades no lograron alcanzar de nuevo esos niveles de población hasta la llegada del siglo XIX.
A partir del final del siglo XIII, varias batallas tienen lugar entre el rey de Francia y las comunas de Flandes, estando los condes en uno u otro lado según les convenía. El 18 de mayo de 1302, la guarnición francesa de Brujas fue masacrada durante la revuelta de los Maitines de Brujas y la hueste real fue aniquilada el 11 de julio del mismo año por las milicias comunales en la batalla de Courtrai, conocida también como La Batalla de las Espuelas de Oro. Esta batalla es hoy considerada como el nacimiento de la nación flamenca, aunque la Región flamenca actual y el condado de Flandes de la época no se correspondan más que parcialmente. Felipe IV de Francia obtendrá su revancha en la batalla de Mons-en-Pévèle el 18 de agosto de 1304.

## Los Países Bajos: 1384-1795

Mapa de los Países Bajos borgoñeses en 1477.

### Los Países Bajos borgoñones
Después de la guerra de los Cien Años, los territorios de la futura Bélgica (con la excepción del principado de Lieja) y los Países Bajos actuales pasan a las manos de los duques de Borgoña. Borgoña es desmembrada después de la muerte de Carlos el Temerario en 1477 y los Países Bajos borgoñones son controlados por los Habsburgo. Carlos V nace en el 1500 en Gante, heredero al mismo tiempo de los Habsburgo y del trono español. Él mismo se considera como flamenco y borgoñés. Cuando reparte sus dominios entre su hermano y su hijo, las Diecisiete Provincias de los Países Bajos pasan a ser dominio de la España de Felipe II, y son desde entonces llamadas Países Bajos españoles.
En el siglo XV, luego del enarenamiento del Zwin, pero también por razones económicas y políticas, Amberes sustituye a Brujas como principal puerto de tránsito de la Europa occidental. Amberes se convierte entonces en una capital económica y financiera del noroeste europeo.

### Los Países Bajos españoles
Bajo el mandato de Felipe II, los Países Bajos del Norte, convertidos al calvinismo, se rebelan y obtienen finalmente su independencia con el nombre de Provincias Unidas. Los territorios que formarán más tarde Bélgica y algunas provincias del Sur de los Países Bajos siguen siendo posesiones españolas tras numerosos disturbios y el exterminio de los anabaptistas. (ver David Joris)
Estos disturbios privan a Amberes de su pujanza económica. La ciudad es abandonada por la mayoría de su población, que huye hacia las Provincias Unidas o el Sacro Imperio Romano Germánico. Será algo más tarde cuando Ámsterdam pase a ocupar su lugar.
A lo largo del siglo XVII las guerras entre Francia de un lado y España y las Provincias Unidas de otro, dibujan la frontera actual entre Francia y Bélgica. Tras una serie de operaciones militares como la tercera batalla de Cassel en Noordpeene en el año 1677, el tratado de Nimega otorga a los franceses la posesión de Cassel, de Bailleul e Ypres. Esta última será devuelta al igual que Veurne y Tournai a través del tratado de Utrecht en 1713
Por este mismo tratado, la corona de España pasa a los Borbones con Felipe V de España, nieto de Luis XIV. Los Países Bajos del Sur, en este momento bajo el control de la armada neerlandesa, vuelven al poder de los Habsburgo de Austria y se convierten en los Países Bajos austriacos.

### Los Países Bajos austriacos

Los Países Bajos austriacos en 1786.

Lode Wils en su Histoire des nations belges [Historia de las naciones belgas] presenta los Países Bajos españoles/austriacos como un estado federal católico gobernado por monarcas extranjeros. Este sentimiento de pertenencia a un estado-nación conducirá a la emergencia de una "Historiografía nacional de los Países Bajos meridionales" y por lo tanto a la Historia de los Belgas (Des Roches en 1782, después Dewez en 1805 y De Smet en 1822).
Este sentimiento "belga" se confirma en 1757 en Viena, cuando fue suprimido el Consejo supremo de los Países Bajos (aunque por motivos no nacionales), siendo sustituido por una "Oficina Belga" dentro de la cancillería austriaca.
A menudo se recuerda que el término "belga" hace referencia a los Países Bajos del sur, excluyendo el Principado de Lieja. Por lo tanto, en 1792, los patriotas de ese principado y los belgas refugiados en París se reúnen en un "Comité de los Belgas y Liejenses Unidos" (bajo la dirección de Walckiers). Pero pronto los ciudadanos de Lieja terminarán considerándose como belgas durante las sucesivas revoluciones.

### El principado de Lieja: 970-1795
El territorio actual de Bélgica comprendía dos países: los Países Bajos del Sur y el principado de Lieja.

## La era de las revoluciones (1795-1830)

#### La revolución de Lieja

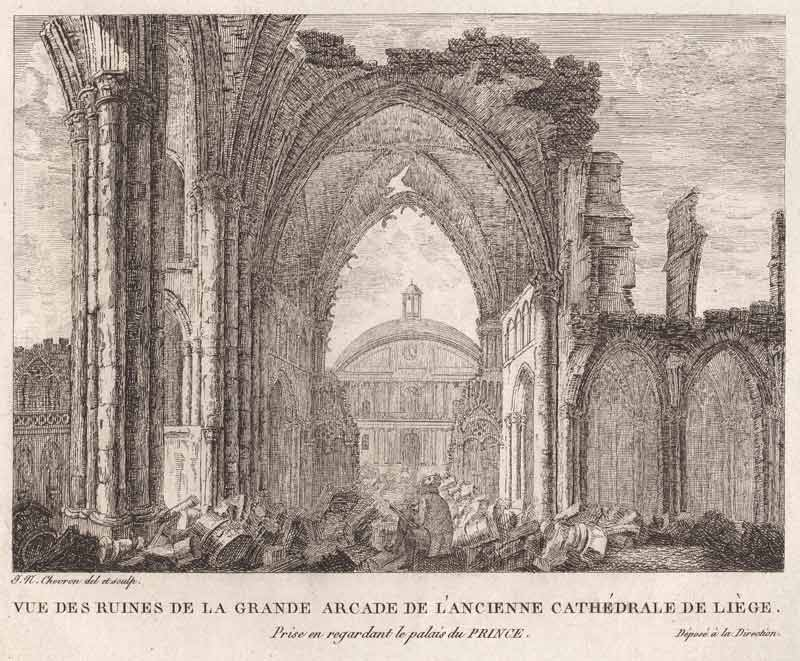
Destrucción de la catedral de Nuestra Señora y San Lamberto en Lieja.

La revolución de Lieja es el periodo comprendido entre los años 1789 y 1795, y que conllevará la desaparición del principado de Lieja tras ocho siglos de existencia.
Según algunos historiadores, la revolución se desarrolló cuando el príncipe-obispo estaba ausente, desde su partida durante la noche del 26 al 27 de agosto del 1789 hasta su vuelta el 12 de febrero de 1791. De acuerdo con esta interpretación, la revolución liejense era la contrapartida de la Revolución Brabanzona en los Países Bajos austriacos, que fracasó.
Según otros, la Revolución de Lieja era el reflejo de la Revolución Francesa o incluso una parte de ella. La Revolución en Francia comenzó simultáneamente en 1789 y bajo este punto de vista la revolución en Lieja continuó después del regreso temporal del príncipe; experimentó una segunda fase con la llegada de las tropas revolucionarias en 1792, y una tercera en 1794 con el segundo retorno de los franceses. La revolución llegó a su fin en 1795 como consecuencia directa de la desaparición del principado y de su incorporación a la República Francesa.
Durante esta fase, la revolución mostró episodios extremos, como por ejemplo el de la demolición de la catedral de Nuestra Señora y San Lamberto; pero también prometedores: los diputados de la Convención liejense, que decidirán más tarde la integración del Principado dentro de Francia, fueron elegidos en 1792 por sufragio universal.

#### La revolución brabanzona
En 1789, las reformas políticas y religiosas que quiso imponer el emperador José II provocaron una insurrección. Los Estados generales no reconocieron su autoridad. Este levantamiento fue acompañado por la desintegración del ejército imperial tras la derrota en Turnhout el 24 de octubre de 1789. Esta Revolución brabanzona provocó el nacimiento de ideas independentistas en diferentes «Estados», y la creación de la Confederación de los Estados Belgas Unidos el 11 de enero de 1790. La discordia entre los partidos católico y liberal creó un clima inestable que favoreció el retorno de las autoridades austriacas. Estas restablecieron su autoridad en octubre del año siguiente.
En esta época, Louis de Potter, un periodista belga del Correo de los Países Bajos, estaba encarcelado en Lille como consecuencia de sus escritos considerados anticlericales y republicanos. Durante varios años escribió desde su celda numerosos escritos divulgados secretamente en las provincias belgas. El profesor Harsin, partícipe de la Revolución brabanzona y profesor en la Universidad de Lieja, tuvo conciencia del advenimiento de la revolución flamenca e hizo posible la puesta en libertad de Louis de Potter, delante de las narices de los austriacos.
Presionado por las poblaciones de Courtrai, Roubaix y de sus alrededores, Louis de Potter fue llevado entonces en carruaje a Bruselas. Allí, cuenta Harsin que la población misma desató a los caballos y tiró desde Gante el carruaje. Mientras era llevado a hombros por los revolucionarios y ovacionado como el verdadero jefe de la revolución belga, Louis de Potter pronunció aquella fase que se convertiría en el emblema de los belgas: "La Unión hace la fuerza".
Louis de Potter no dejó de criticar el poder impuesto por terceros en las provincias belgas unidas. Fue en cierto modo el inventor del "Movimiento liberal social" y fue nombrado a la cabeza de un gobierno provisional en calidad de "primer ministro/presidente" belga. Cuando las naciones decidieron nombrar, con el apoyo de las "grandes familias", una familia real reinante, Louis de Potter cayó en desgracia y partió al exilio en Italia, desprovisto de todo su poder popular. Allí permaneció el resto de su vida.

#### Los Estados Unidos de Bélgica
Después de esta primera revolución belga, un primer estado independiente sale a la luz. Su bandera consistía en tres franjas horizontales roja, negra y amarilla. Esta bandera volverá a ser utilizada durante la revolución 1830.

#### El periodo francés

El Primer Imperio francés (1811)

En 1792, el principado de Lieja pide, a través de sus patriotas refugiados en París y en los Países Bajos del Sur, la liberación de sus tropas luego de la Batalla de Jemmapes. Los franceses organizan Bélgica bajo la dirección de Louis-Ghislain de Bouteville du Metz, que comienza un pillaje sistemático del país, sobre todo para conseguir financiación para la joven república. Las provincias belgas son reconquistadas temporalmente por Austria en 1793 con la aprobación del pueblo belga, exaltado por los excesos franceses.
En 1794, los Estados belgas vuelven a formar parte de la República francesa el 1 de octubre de 1795 y el Principado de Lieja se convierte definitivamente en «belga» a través de su incorporación en tres departamentos: (Ourthe, Meuse-Inférieure y Sambre-et-Meuse). Esta desaparición será confirmada en 1801 por el Concordato entre Bonaparte y el papa Pío VII.
Así pues, las reorganizaciones sistemáticas y organizadas por el Directorio se reanudan. Cuando Napoleón se convierte en cónsul, los «departamentos reunidos» de la futura Bélgica como también una pequeña parte de la República Bátava son integradas en el imperio francés. Estos departamentos se correspondían aproximadamente a los antiguos "estados" de los Países Bajos austriacos, si bien algunos de ellos fueron creados ex nihilo (al igual que los de Limburgo y Ourthe, consecuencias del desmembramiento del ya inexistente Principado de Lieja).
Durante el periodo francés, la Valonia experimenta su propia revolución industrial y emerge como una de las regiones más industrializadas de Europa. El resto de Bélgica, particularmente Flandes, está retrasada en este aspecto.
Bélgica adopta en este momento el conjunto de instituciones de la Revolución francesa: administración, Código Napoleón, presión fiscal en beneficio del Estado, y justicia reformada entre otras. Sin embargo, el pueblo sufre, sobre todo en el ámbito religioso y por culpa de la conscripción. Por lo tanto, en la actual provincia de Lieja, el 6 % de la población muere en los campos de batalla (6500 hombres). El uso de las lenguas locales como el flamenco es reprimido y las publicaciones en dicha lengua son prohibidas por la instauración del decreto del 2 thermidor del año II.
El periodo francés llega a su fin en 1815 con la derrota de Napoleón en Waterloo.

#### El periodo neerlandés

El Reino Unido de los Países Bajos

En el congreso de Viena de 1815, los tres grandes vencedores se reparten Europa sin tener en cuenta las ambiciones políticas locales. De este modo los territorios de la futura Bélgica son unidos a los de los Países Bajos para formar un país en el norte de Francia. Al frente de este Reino Unido de los Países Bajos estaba Guillermo I
El 18 de julio de 1815, el rey promulgó una constitución en aras de la fusión de los dos Países Bajos. En el norte, los Estados Generales aceptaron por unanimidad. En el sur, dicha votación dependía de 1.603 notables belgas: 527 votaron "a favor" y 796 "en contra" (de los cuales 126 votos lo fueron por motivos religiosos). El resultado fue, por lo tanto, negativo con un 60% de los votos. Sin embargo, en el escrutinio 280 abstenciones fueron consideradas "a favor", así como los 126 votos "en contra" debidos a cuestiones religiosas. El nuevo resultado fue entonces de 933 "a favor" y 670 "en contra", de tal suerte que, el 24 de agosto, el gobierno proclamó la aceptación de la constitución con un 58 % de votos.
Por lo tanto, la oposición a los "holandeses" ya era patente, de tal modo que, el 6 de marzo de 1814, más de un año antes del nacimiento del Reino Unido, un agente británico ya anunciaba que en Bélgica "la casi totalidad de las clases de la sociedad (...) rechaza de forma muy contundente Países Bajos y la Casa de Orange.
En los hechos, la población asistió al restablecimiento de los Países Bajos anteriores a 1581, con la sola diferencia de que ahora se trata de un Estado protestante.
El primer antagonismo fue, lógicamente, religioso, y la situación fue inversa a la de 1581. Los 3,5 millones de belgas de las provincias del sur eran católicos y se hallaban inmersos en un Estado dirigido por los 2 millones de protestantes de las provincias del norte y por su rey. Además, se decretó la igualdad de religiones: el clérigo católico se sentía entonces amenazado y sostenía la oposición en el campo. Dicha oposición estaba sobre todo acentuada en Flandes, y dirigida por el obispo de Gante. De este modo, al igual que en 1581, la religión sería una causa directa de la escisión de los Países Bajos.
El segundo antagonismo era económico: los liberales ya no tenían acceso al mercado francés, mientras que habían de subyugarse al libre comercio con Inglaterra y su muy avanzada industria. Por otra parte, el gobierno favorecía las inversiones en el norte y el rey llegaría incluso a frenar el desarrollo del puerto de Amberes para favorecer a los del norte. Por estas razones, en 1816 los embajadores de Austria, de Rusia y de Prusia habían perdido ya todo vestigio de confianza en la unión de los dos Países Bajos.

Paralelamente a estos dos problemas, el gobierno era cada vez más autoritario, sobre todo presionando a la libertad de prensa (con acusaciones de alteración del orden público) y del clero católico. Éste, a su vez, conspiraba en contra del dominio protestante. Esto provocó la radicalización de posiciones, que llevó a reclamar al Parlamento responsabilidad ministerial y libertad de enseñanza.
Esta oposición católico-liberal sería predominantemente belga: los católicos del norte no tenían mayor influencia (desde 1581) y pocos liberales del norte se unían, prefiriendo seguir fieles al rey. Esto puede explicarse por el favoritismo pro neerlandés del reino (en las funciones pública y militar), pero también por el hecho de que los belgas eran mayoritarios. Hacerles demasiadas concesiones significaría darles las riendas del país, algo que ni el rey ni la población del norte aceptarían. La fidelidad al rey siguió muy presente en los Países Bajos: no hubo cuestión real a la belga ni siquiera bajo el reinado de Guillermo III.
La sublevación de los belgas se exacerbó y el elemento que lo propiciaría fue la segunda ola de revoluciones en Europa (en 1830). La burguesía obtendría el poder en agosto de 1830 y sería sostenida, frente al soberano absolutista extranjero, por todas las capas de la sociedad (desde la nobleza hasta los campesinos).
Para concluir este periodo, convendría mencionar que así como hoy en día la división lingüística constituye un serio problema para la integridad de Bélgica, por aquel entonces también lo era. Aunque el decreto real del 15 de septiembre de 1819 establecía el neerlandés como lengua oficial (en las provincias neerlandófonas) en lo referente a la justicia y la administración, las lenguas vernáculas no estaban protegidas (como el alemán en Luxemburgo). Además, los valones no se sentían amenazadas, ya que Guillermo I, a pesar de ser rey de los Países Bajos, era francófono (como la mayoría de la burguesía europea de la época).
La puesta en marcha de una política lingüística pro neerlandesa fue tan gradual, que en verdad continuaron los lazos culturales entre Flandes y los Países Bajos. La crisis propiamente dicha no aparecería hasta en 1829, cuando se acusó al rey de imponer el uso del neerlandés por parte de las élites y la administración (justicia, policía...). Para comprender mejor esta "rebeldía", menester sería decir que en estas fechas ni siquiera se podía redactar el testamento en francés.

#### La independencia

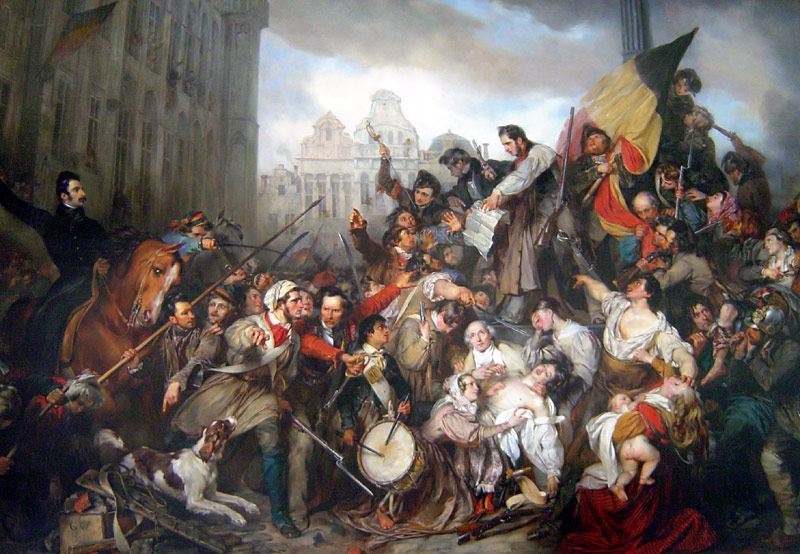
Escena de las Jornadas de septiembre de 1830, en la Plaza del Ayuntamiento de Bruselas (1835)

El 25 de agosto de 1830, poco después de la Revolución de Julio en Francia, Bruselas se sublevó. Los disturbios se propagaron por todo el país y el 27 de septiembre las tropas gubernamentales de los Países Bajos evacuaron la mayor parte de las provincias del sur (sólo las ciudadelas de Amberes, Maastricht y de Luxemburgo permanecieron en manos de los ejércitos lealistas.
Desde el 25 de septiembre se formó un gobierno provisional, que elaboró la Constitución de Bélgica, optando por una monarquía. La corona belga fue ofrecida en primer lugar a Luis de Orleans, duque de Nemours, hijo del rey Luis Felipe I de Francia, que la rechazó por prudencia y para evitar conflictos diplomáticos. Durante un tiempo incluso se barajó la posibilidad de situar a Bélgica como estado independiente dentro de una unión personal en torno al rey de los Países Bajos, pero finalmente fue rechazada por el gobierno belga, sobre todo ante el recrudecimiento de los conflictos (el 27 de octubre el ejército neerlandés bombardeaba la ciudad de Amberes).

## La formación del estado belga (1830-1914)

### Un estado en formación
El 4 de octubre de 1830, un gobierno provisional proclamó la independencia de Bélgica y el 3 de noviembre fue elegido el Congreso nacional belga entre unos 30 000 electores. El 7 de febrero de 1831 se aprobó la constitución del nuevo estado. La mayoría de los electores procedían de la burguesía y el francés fue elegido como único idioma oficial. La opinión general era que los francófonos eran mayoría en Bélgica, pues el francés era, durante esta época, la lengua de la élite y de la clase dominante que se había apoderado del poder político. En Flandes, así como en Valonia y Bruselas, el pueblo usaba sus lenguas regionales.
El 4 de noviembre de 1830 se inició una conferencia en Londres sobre el futuro de Bélgica: finalmente las grandes potencias decidieron reconocer la independencia de Bélgica el 20 de enero de 1831. Se estableció una monarquía y el trono fue entregado por defecto al príncipe alemán Leopoldo de Sajonia-Coburgo-Gotha (tío de la reina Victoria de Gran Bretaña), que se convirtió en Leopoldo I de Bélgica el 21 de julio de 1831. Bélgica declaró su neutralidad en la política internacional.

### Historia de las fronteras
Las fronteras de Bélgica no fueron definitivamente fijadas hasta 1839 con la escisión de Limburgo (provincia creada en 1795 sobre el territorio del Principado de Lieja) y la independencia de Luxemburgo como Gran Ducado (hasta el momento todo Luxemburgo formaba parte de Bélgica, salvo la propia ciudad de Luxemburgo).

### La Revolución industrial
En el siglo XIX, disponiendo de carbón y de hierro, Bélgica inició su Revolución industrial y durante un tiempo fue la segunda potencia industrial del mundo, tras Inglaterra. El centro de poder industrial del país se encontraba en Valonia, donde ya existía una antigua tradición de extracción y metalurgia del hierro y del carbón. El país también se convirtió en el segundo productor mundial de acero y carbón. Experimentó un rápido desarrollo similar al inglés, gracias a la iniciativa del Estado y al disponer de un sistema bancario favorable a las inversiones industriales, que dotaron al país de uno de los mejores sistemas ferroviarios de Europa. Los centros principales se encontraban en Gante y Lieja.
Bélgica contaba ya en 1830 con una industria textil muy desarrollada y una siderurgia en expansión.
Este crecimiento económico fue posible por la confluencia de varios factores. Primero el notable incremento demográfico. Luego, la disponibilidad de unos medios de transporte baratos (ríos y canales) y la abundancia de materias primas (carbón y hierro), posibilitaron el desarrollo de la siderurgia. Además, el apoyo de las sociedades crediticias y la banca completaban este juego de elementos favorables para el desarrollo de las nuevas formas industriales.

### El imperio colonial

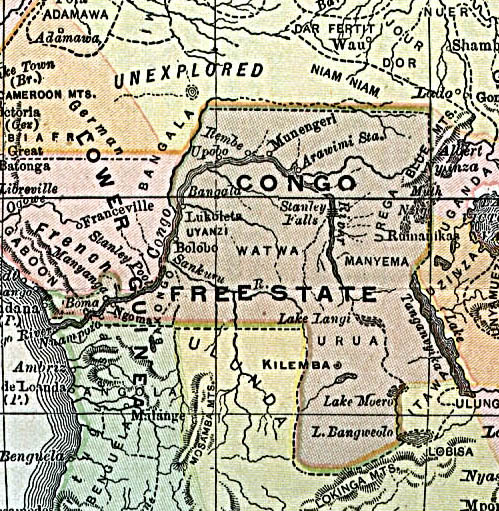
Estado libre del Congo, posesión personal del rey Leopoldo II.

El rey Leopoldo II, hijo de Leopoldo I y rey desde 1865 dirigió a título privado la colonización del Estado Libre del Congo con el objetivo de obtener una colonia prestigiosa para Bélgica. El territorio de la actual República Democrática del Congo (Congo-Kinshasa, antiguo Zaire), se convirtió en su dominio personal y no la cedió al gobierno de Bélgica hasta 1908 ante la presión de la opinión pública internacional por los crueles abusos cometidos sobre la población indígena conocidos como el Genocidio congoleño (1885-1908).
La explotación de las riquezas del Congo fue confiada a los agentes y burócratas belgas instalados en el territorio y a varias empresas concesionarias, cuyas exacciones y crímenes contra la población congoleña se volvieron tristemente célebres. Para obtener caucho, rubíes, diamantes, oro y marfil en grandes cantidades, los indígenas fueron sometidos a trabajos forzados y a un régimen de terror en el que se masacraron aldeas enteras. Aunque se desconoce un número objetivo de víctimas se han hecho varias estimaciones (como en el libro Los Fantasmas del rey Leopoldo, de Jean Stengers, y Congo: mitos, realidades, historia de Duculot y Gembloux). Las estimaciones abarcan tanto las víctimas directas de las masacres como las que fueron producidas por la desestabilización de la agricultura, la huida de la población. Las estimaciones varían entre 6 y 10 millones de personas.
En 1908, ante la presión internacional, el gobierno de Bélgica asumió la administración del Congo. La constitución belga prohibía al gobierno invertir dinero estatal en sus colonias. Todas las inversiones debían ser financiadas por fondos privados o por la propia colonia. En setenta y cinco años Bélgica convirtió a la colonia del Congo en un gigante agrícola y minero fuente de materias primas y divisas. Sin embargo, la inmensa mayoría de la población congoleña quedó excluida del crecimiento económico. Los salarios de la población eran ínfimos, el sistema de formación tradicional fue sustituido por escuelas primarias. La forma de organizar la coexistencia de negros y blancos de hecho confirmó la segregación racial, aunque de forma menos rigurosa que el "apartheid" de Sudáfrica, y sin ser sostenida por una ideología claramente vinculada al racismo. Se alzaron vivas críticas, sobre todo desde el ámbito cristiano, contra el sistema colonial, notablemente en La Revue nouvelle. Varias figuras blancas y negras son las que fomentan los gestos a favor de la independencia del Congo, entre los que convendría destacar el Manifeste de Conscience africaine (Manifiesto de la Conciencia africana), dirigido por el cardenal Joseph-Albert Malula.
Por lo que se refiere a Bélgica, durante mucho tiempo se llevó a cabo una política y propaganda paternalista sobre la colonia del Congo, reflejada en obras como Tintín en el Congo (1931), que glorificaba la "misión civilizadora" de Bélgica. Esta visión paternalista estaba muy extendida por toda Europa, sobre todo en la década de 1930.

## De la Primera a la Segunda Guerra Mundial

### Primera Guerra Mundial

Mapa del cinturón fortificado de Lieja.

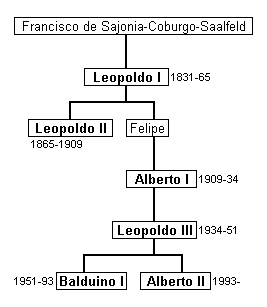
Árbol genealógico de los reyes de los belgas.

En 1914, en aplicación del plan Schlieffen, Alemania, que se encontraba en guerra contra Francia, invadió Bélgica para atacar a los ejércitos franceses desde el norte. Contrariamente a lo que se esperaban los militares alemanes, la resistencia del ejército belga resultó fuerte. De hecho, en algunos momentos de los primeros días de la invasión, el ejército alemán se vio obligado a retroceder, reduciendo la rapidez establecida previamente en el plan Schlieffen. Se necesitaron quince días y un ejército de 100 000 hombres para reducir las fortificaciones de Lieja. El ejército belga, liderado por el rey Alberto I, finalmente se vio obligado a retirarse, aunque contraatacó en Amberes en septiembre.
La imprevista resistencia de los belgas entorpeció los planes de los alemanes, cuyo objetivo era atravesar en apenas unos días el territorio belga para atacar Francia, que de esta forma ganó un tiempo valioso para movilizar sus tropas. En su avance entre agosto y septiembre, los alemanes causaron numerosos destrozos y atrocidades en territorio belga. La violación de la neutralidad belga provocó la entrada en guerra del Reino Unido.
Sin embargo, a pesar de la resistencia, Bélgica terminó completamente ocupada durante toda la guerra. El gobierno belga se exilió y refugió en Sainte-Adresse, en El Havre. A instancias del gobierno belga, el ejército colonial del Congo declaró la guerra a Alemania y atacó las colonias alemanas de Camerún y África Oriental con la ayuda de los colonos franceses, británicos y portugueses. Después de la guerra, Bélgica obtuvo de la Sociedad de Naciones la tutela sobre Ruanda y Burundi.
Durante el período de entreguerras (1918-1939), Bélgica, como el resto de Europa, sufrió los efectos de la Gran Depresión económica.

### Segunda Guerra Mundial
En 1940, Bélgica fue nuevamente ocupada por Alemania. Después de librar un combate, a menudo considerado como una resistencia desesperada contra un enemigo muy superior, durante dieciocho días, en la batalla de Lys, donde pereció aproximadamente la mitad del ejército belga, el rey Leopoldo III decidió capitular, contra el parecer del gobierno belga exiliado en Londres. Muchos consideraron esta decisión del monarca belga como una traición, mientras que otros lo vieron como un gesto de solidaridad con los soldados capturados por los invasores. El rey permaneció en Bélgica como prisionero de guerra, negándose a ejercer funciones oficiales, incluso habiéndosele ofrecida por Adolf Hitler una posición en el nuevo régimen a finales de 1940.
El rey Leopoldo III estuvo en contacto con los secretarios generales y burócratas del gobierno de ocupación, que mantuvo en marcha la maquinaria administrativa del país en el ámbito del orden legal, el abastecimiento, economía, asuntos internos. En 1941 se desposó en secreto con Lilian Baels, un matrimonio sin validez jurídica por la ley belga, y una decisión que fue mal recibida por los belgas.
También provocó malestar en el país el hecho de que la mayoría de los prisioneros belgas valones permanecieron encarcelados hasta el fin de la guerra, mientras que casi todos los prisioneros belgas flamencos fueron liberados tras la capitulación del monarca. La monarquía perdió popularidad en Valonia y en Bruselas, mientras que el VNV (nacionalistas flamencos próximos al fascismo), aumentaron su fuerza en Flandes. La colaboración belga con los nazis estuvo marcada por la división entre valones y flamencos. La SS formó una división en Valonia, pero la mayor parte de la colaboración política e intelectual se concentró en Flandes, mientras que en Valonia la resistencia belga concentraba sus fuerzas, realizando varias acciones de sabotaje industrial contra objetivos estratégicos.
En Flandes varios elementos del nacionalismo flamenco vieron en la colaboración una herramienta para avanzar en sus objetivos políticos. Por otra parte la configuración del nacionalismo conservador flamenco se encontraba más próximo ideológicamente al nacionalsocialismo alemán. Fue por esta razón que los alemanes se atrajeron a los nacionalistas flamencos con medidas como la liberación de los prisioneros de Flandes.
Por lo que se refiere a las colonias belgas, durante la Segunda Guerra Mundial el Congo se desligó por completo del gobierno de ocupación y proporcionó materias primas y recursos materiales a los Aliados, y en concreto el uranio con el que se construyeron las bombas atómicas que pondrían fin a la Segunda Guerra Mundial.

## Después de 1945

### Papel europeo e internacional
Después de la Segunda Guerra Mundial, Bélgica se convirtió en uno de los miembros fundadores de la OTAN, la Comunidad Económica Europea y la Unión Europea.

### La monarquía belga
Debido al papel impopular del rey Leopoldo III durante la Segunda Guerra Mundial y varias manifestaciones en su contra, en 1950 se celebró un referéndum sobre la monarquía, y por un estrecho margen, el rey Leopoldo fue aceptado como monarca. No obstante, la mayoría de los valones se pronunciaron en contra y su regreso fue mal aceptado provocando varios disturbios en Valonia. Finalmente Leopoldo III decidió abdicar en favor de su hijo Balduino I, lo que permitió la continuación de la monarquía belga y un regreso a la calma, pero la cuestión monárquica marcó definitivamente una ruptura entre las fuerzas políticas belgas.

### La independencia del Congo
Después de varios años de efervescencia nacionalista tras la Segunda Guerra Mundial el 4 de enero de 1959 el gobierno belga anunció reconocer la independencia del Congo y decidió fijar la fecha del 30 de junio de 1960 para la independencia tras una mesa de negociaciones en Bruselas. Los partidos más anticoloniales ganaron las elecciones legislativas y presidenciales. Joseph Kasa-Vubu fue elegido presidente y Patrice Lumumba primer ministro. El 30 de junio de 1960, la colonia belga accedió a la independencia tras seis meses de preparativos.
El nuevo país sufrió varios disturbios internos, y Bélgica intervino para asegurarse de que no se produjera una nacionalización de los recursos naturales, apoyando la secesión de las dos provincias mineras de Katanga y Kasai del Sur. Joseph-Désiré Mobutu se apoderó del poder en el Congo, y ordenó el encarcelamiento de Lumumba, que fue asesinado en la cárcel con la complicidad de los servicios secretos belgas. A partir de 1980 la corrupción y mala gestión del régimen de Mobutu arrojaron al Congo en la miseria y la guerra civil. Después de 2005, Bélgica se esforzó por ayudar a la nueva República Democrática del Congo en su marcha hacia una verdadera democracia.

### Evolución económica
En Bélgica las décadas de 1960 y 1970 destacaron por un cambio en el flujo económico. Flandes se desarrolló poco a poco, convirtiéndose en la región más productiva y próspera del país, en detrimento de Valonia, afectada por sucesivas crisis industriales. 
La crisis de Valonia, entre sus diversas causas, se debió al desinterés del sector privado por invertir en la región, el radicalismo sindical y la debilidad de los poderes públicos para salir de la crisis.

### Huelga de médicos en 1964
En 1964 se llevó a cabo una huelga de médicos para presionar al gobierno, que pretendía la instauración de un sistema de sanidad público (Ley Leburton). Dicha huelga duró del 1 al 18 de abril. El líder de los huelguistas fue André Wynen. La protesta tuvo repercusión internacional, pues durante la huelga se produjeron varias muertes achacables a la falta de asistencia médica.

### Federalismo y tensiones comunitarias

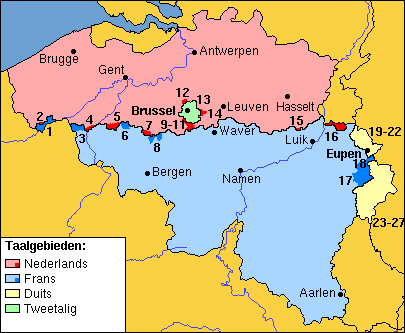
Las cuatro comunidades lingüísticas de Bélgica.

Debido a la presión conjunta de los nacionalistas flamencos y de los regionalistas valones, Bélgica evolucionó progresivamente hacia un estado cada vez más federalista. Las reformas institucionales convirtieron el antiguo estado unitario en una estructura cada vez más centralizada de carácter federal, e incluso confederal. Las leyes lingüísticas de 1963 definieron el ámbito y el uso de las tres lenguas oficiales del país (francés, flamenco, alemán), estableciendo un sistema lingüístico muy complejo y estricto. La constitución de 1994 introdujo algunas reformas en el estado federal y en 2004 los nacionalistas flamencos expresaron su deseo de modificar la constitución para crear un estado confederal que permitiera la secesión de Flandes llegado el momento.

### Muerte de Balduino I de Bélgica
El 31 de julio de 1993 se produjo la muerte del rey Balduino I en Motril (Granada), en el sur de España. Todo el país sufrió ante la muerte del popular monarca y miles de personas desfilaron por el palacio de Bruselas para despedir al monarca. A sus funerales acudieron numerosos jefes de Estado y de gobierno, así como miembros de la familia Sajonia-Coburgo-Gotha. Por primera vez la reina Isabel II de Inglaterra y el emperador Akihito de Japón acudieron a unos funerales en el extranjero.

### Alberto II
Tras la muerte del rey Balduino I, su hermano se convirtió en rey de los Belgas con el nombre de Alberto II. Su esposa se convirtió en la reina Paola. Actualmente, tienen tres hijos: el príncipe Felipe, la princesa Astrid y el príncipe Lorenzo. Aunque el rey Alberto II ha conservado los mismos valores que su predecesor, ha modernizado considerablemente la imagen de la monarquía belga, considerada muy austera durante el reinado de Balduino y Fabiola. Asimismo, con sus hijos y nietos le ha proporcionado un toque más familiar.

### Abdicación de Alberto II de Bélgica y ascensión de Felipe I
El 3 de julio de 2013, el rey Alberto II anunció en un discurso televisado que decidía abdicar en favor de su hijo el príncipe Felipe, duque de Brabante, hecho que se realizó el 21 de julio, día nacional de Bélgica.